# Pointe La Rue
Pointe La Rue ist ein Verwaltungs-Distrikt der Seychellen auf der Insel Mahé am Nordostzipfel der Insel.

## Geographie

Distrikte der Seychellen

Der Distrikt liegt am Nordostzipfel von Mahé und ist nach dem gleichnamigen Cap benannt. Er grenzt an die Distrikte Anse aux Pins und Cascade. Einen großen Teil des Küstenstreifens nimmt der Flughafen Seychellen ein. Eine weitere Siedlung ist Anse des Genets direkt am Flughafen. Der Küste vorgelagert sind die drei Inseln South East Island, Île aux Rats (Brule Island, Brulé Island) und Île Anonyme, die durch Riffe miteinander verbunden sind, sowie der Felsen Roche Tortue.
Der Distrikt hat den ISO 3166-2-Code SC-20.